# Giovanni Battista Ricci

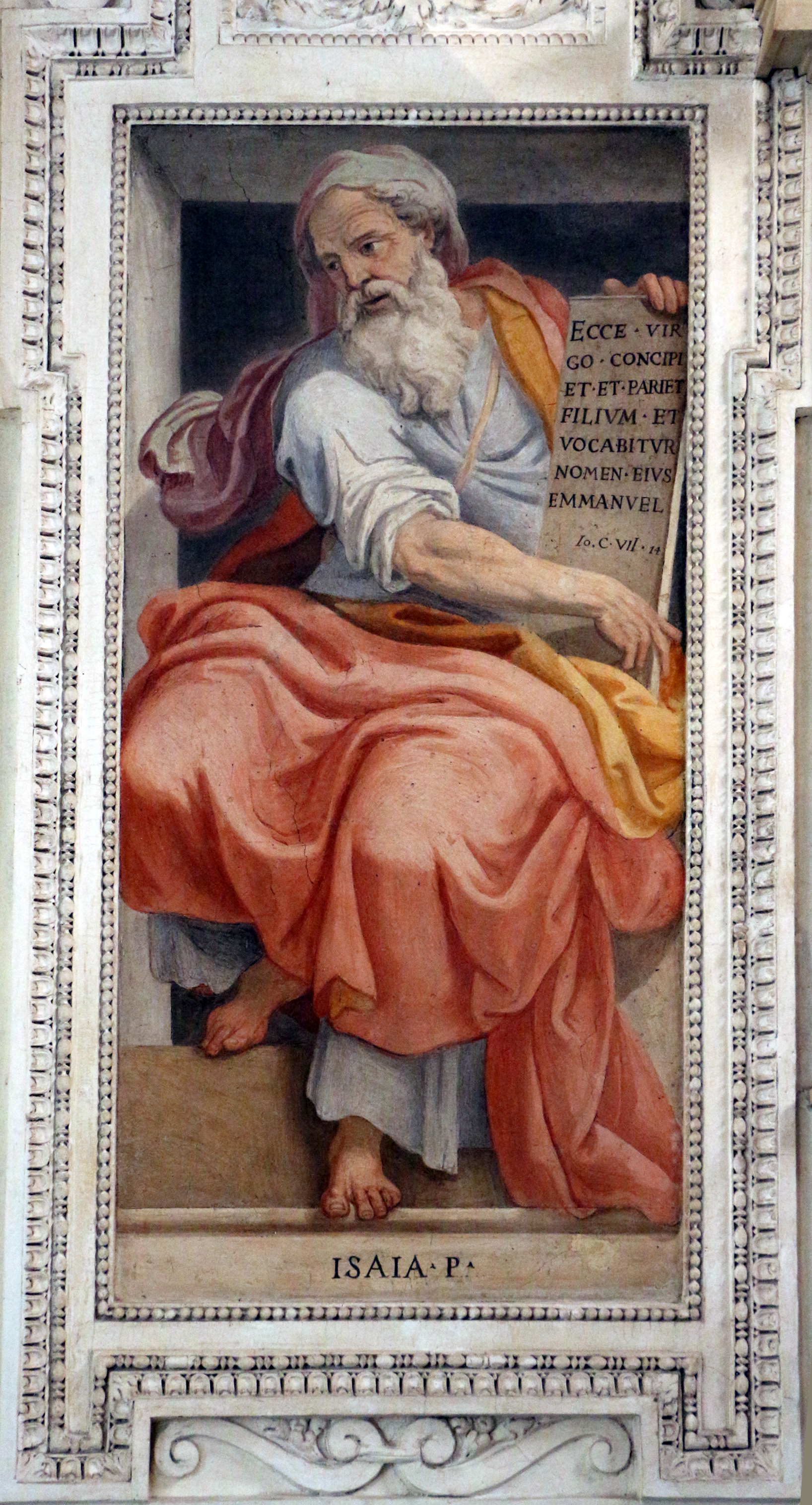
Giovanni Battista Ricci și Cristoforo Greppi, fresce din San Francesco a Ripa, Roma

Giovanni Battista Ricci, cunoscut sub numele de Il Novara, (n. 1537, Novara, Italia – d. 5 august 1627, Roma, Statele Papale) a fost un pictor italian din perioada tardivă a manierismului și a barocului timpuriu, activ în principal la Roma.

## Biografie
Ricci s-a mutat la Roma din Lombardia natală în timpul pontificatului papei Grigore al XIII-lea și s-a alăturat breslei pictorilor în 1581. A participat la decorarea cu fresce, între 1590 și 1593, a monumentalei Scala Santa și a Bazilicii Santa Maria Maggiore, a Capelei Cerasi din biserica Santa Maria del Popolo, la decorarea bisericii San Marcello al Corso (1597–1613) și la biserica San Giacomo în Scossacavalli. A fost influențat de Federico Zuccari. De asemenea, a pictat în Biblioteca Vaticanului și în biserica Santissima Trinità dei Pellegrini. În 1617–1620, Ricci a colaborat cu colegul său lombard Cristoforo Greppi la conceperea și execuția frescelor pentru Capela Castellani din biserica San Francesco a Ripa.
Ricci a fost un desenator excelent, lucrând în principal cu pana cu cerneală de culoare închisă, deși sunt cunoscute și unele, puține, studii făcute cu cărbune.